# Dřín

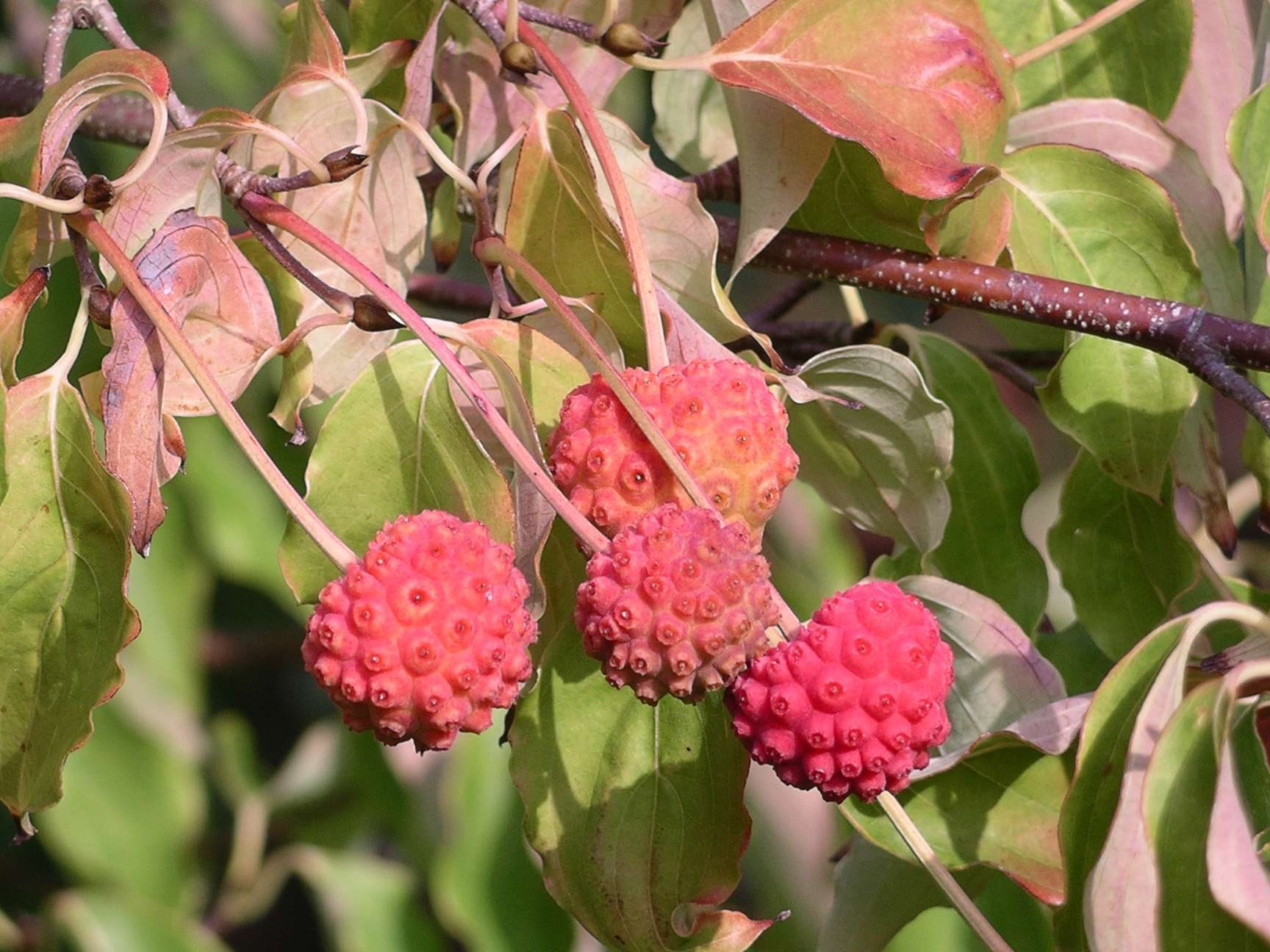
Dřín japonský (Cornus kousa) - plody

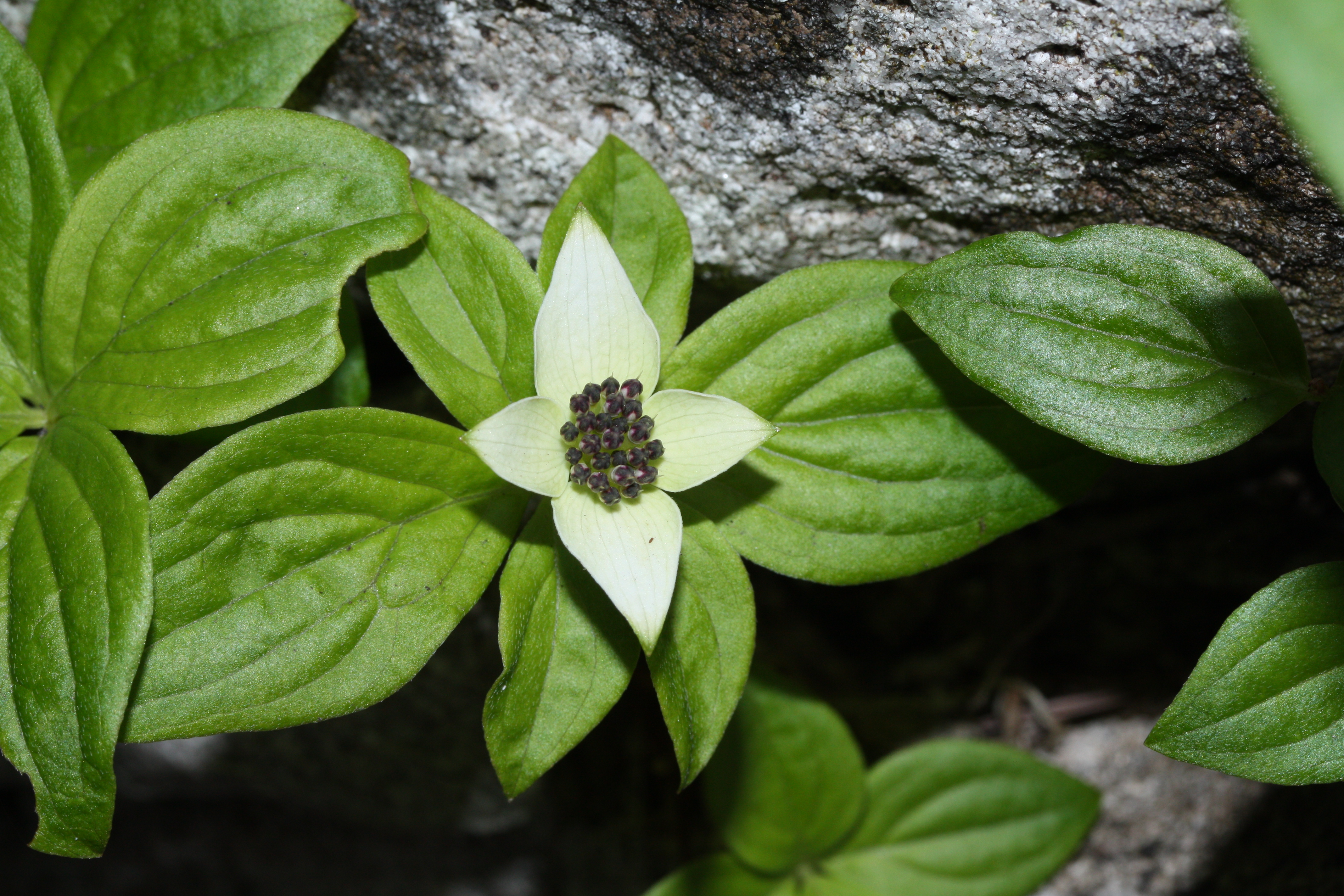
Dřín kanadský (Cornus canadense)

Dřín, dřínovec nebo také svída (Cornus) je rod rostlin patřící do čeledi dřínovité (Cornaceae). Jsou to keře a stromy, výjimečně i byliny. Jsou zastoupeny i v květeně České republiky.
Dřín obecný (Cornus mas) je v České republice zákonem chráněnou dřevinou. Některé druhy dřínů a svíd jsou využívány jako okrasné dřeviny a jsou dostupné v množství kultivarů. Jsou mezi nimi také léčivé rostliny. Od názvu dřínu může být odvozen místní název Dřínov (v konkrétním případě může mít ale i jiný původ, typicky od vlastního jména osoby). Z dřínu se dá také pálit raritní pálenka dřínovice.

## Synonyma
Jiné názvy: svída, dříneček, dřínovec, dřínovka, Swida, Chamaepericlymenum, Cynoxylon, Dendrobenthamia.

## Charakteristika
Dříny jsou keře, stromy, v několika případech i byliny s podzemním dřevnatějícím oddenkem. Listy mají střídavě nebo vstřícně postavené, jednoduché, rozlišené na řapík a čepel. Listy jsou bez palistů, se zpeřenou nebo až paralelní žilnatinou. Postranní žilky jsou často řídké a charakteristicky obloukovitě sbíhavé k vrcholu čepele. Květy jsou čtyřčetné, drobné, rozlišené na kalich a korunu, seskupené v květenstvích různých typů. Květenství mohou být více či méně stažená, u některých zástupců jsou podepřena nápadnými zvětšenými listeny. Kalich je trubkovitě srostlý a přirostlý ke spodnímu semeníku. Korunní lístky jsou volné, opadavé a vyrůstající po stranách žlaznatého disku. Tyčinky jsou 4. Semeník je spodní, srostlý ze dvou plodolistů a obvykle dvoupouzdrý, čnělka je jedna, vyrůstající z vrcholu semeníku. Plodem jsou kulovité nebo protáhlé peckovice různých barev.
Dříny jsou rozšířeny především v mírném pásu severní polokoule, ve Střední Americe a v Africe areál přesahuje i do horských oblastí tropů. V evropské květeně jsou původní celkem 3 druhy: svída krvavá (Cornus sanguinea), dřín obecný (Cornus mas) a dřín švédský (Cornus suecica), z nichž první dva jsou zastoupeny i v České republice.
Další pěstované druhy občas zplaňují, zvláště severoamerická svída výběžkatá (Cornus sericea).

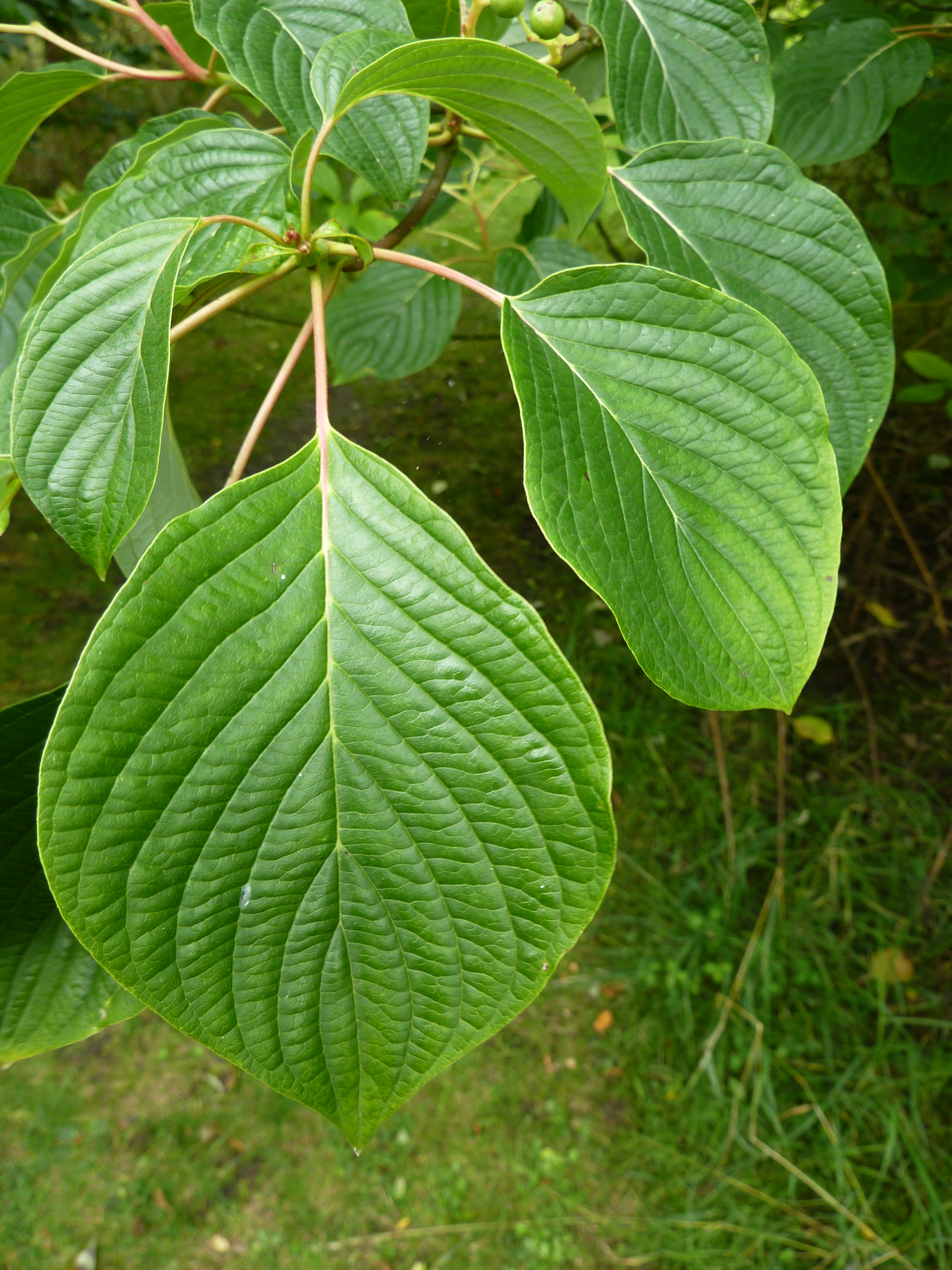
Svída pochybná (Cornus controversa) - listy
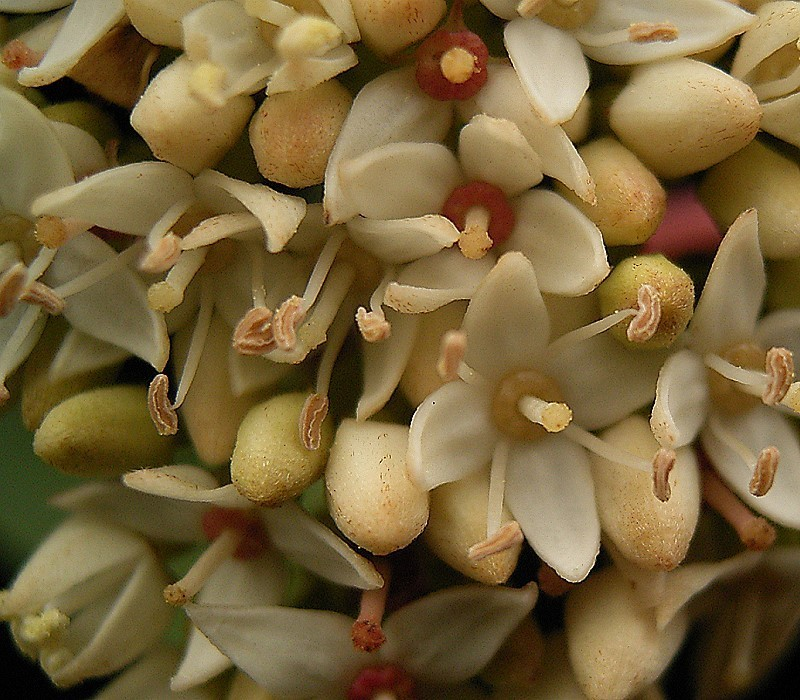
Svída bílá (Cornus alba) - detail květů
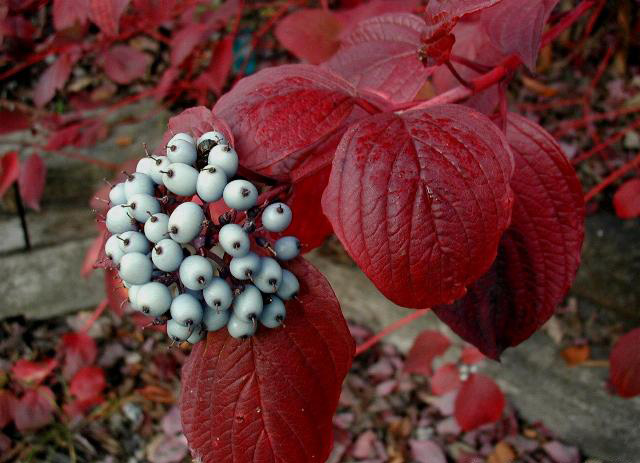
Svída bílá (Cornus alba) - plody a podzimní zbarvení listů
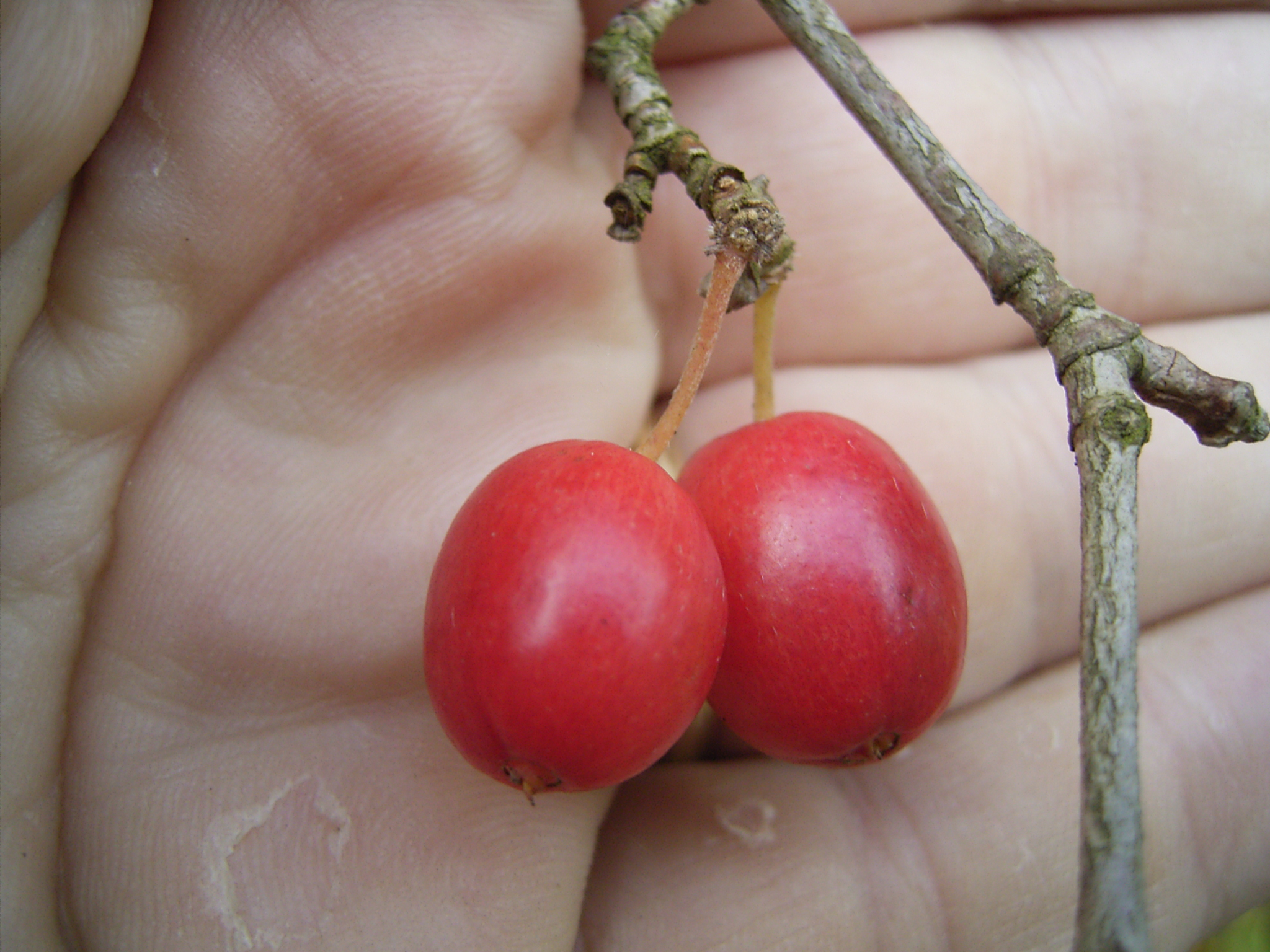
Dřín obecný (Cornus mas) - plody
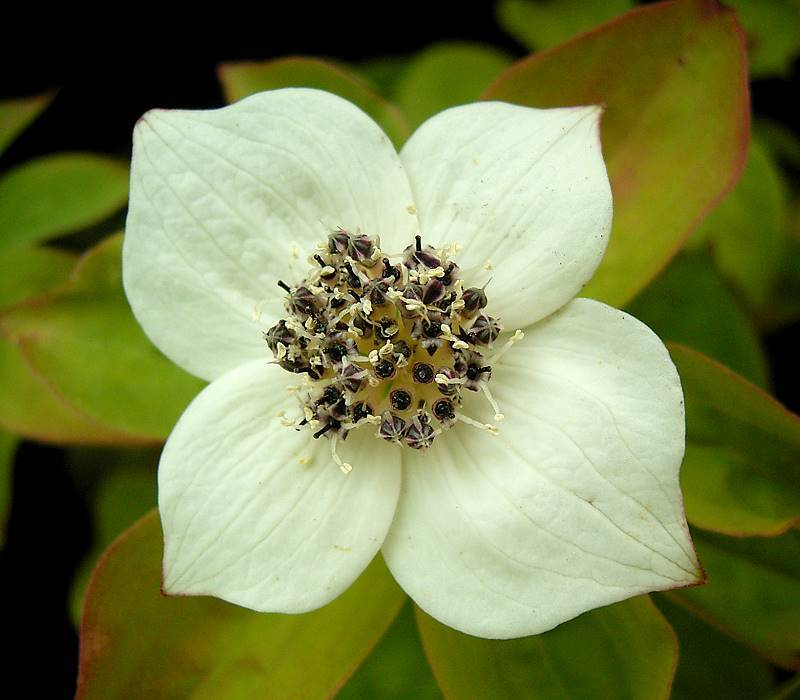
Dřín švédský (Cornus suecica) - detail květenství

## Taxonomie
Rod dřín (Cornus) je v současné taxonomii chápán široce a v minulosti odlišované rody svída (Swida), dřínovec (Cynoxylon), dřínovka (Dendrobenthamia) a dříneček (Chamaepericlymenum) byly vřazeny do rodu Cornus. České názvosloví je však dosud nejednotné a nezřídka zachovává původní rodové názvy, zejména v případě svídy.
Současné dělení rodu Cornus na 10 podrodů bylo potvrzeno molekulárními metodami a má silnou oporu i v morfologii.
Svídy (podrody Kraniopsis, Mesomora a Yinquania) se vyznačují bílými až černomodrými plody a jsou základní větví rodu Cornus. Vývojová větev dřínů s červenými plody se dále dělí na dříny bez zvětšených listenů pod květenstvím (podrody Cornus a Afrocrania) a dříny se zvětšenými listeny. Ty se dále štěpí na dvě vývojové větve: bylinné dříny (podrod Artocrania) a květnaté dříny (podrody Cynoxylon a Syncarpea).

## Využití
Některé druhy dřínů a svíd náležejí mezi oblíbené okrasné dřeviny, pěstované v množství kultivarů. Uplatní se jako solitéry, ale i ve skupinách.
Tzv. květnaté dříny mají nápadně zvětšené listeny na okrajích květenství. Do této skupiny náleží celkem 5 druhů, nejčastěji jsou pěstovány dřín japonský (Cornus kousa) a dřín květnatý (Cornus florida). Ozdobné jsou především v době květu. Jednotlivé kultivary se nejčastěji odlišují tvarem a barvou listenů, časem a délkou kvetení, existují i kultivary s pestrými a panašovanými listy (např. Cornus kousa 'Wolf Eyes').
Z keřovitých svíd jsou nejčastěji pěstovány kultivary svídy bílé, svídy krvavé a svídy výběžkaté. Kultivary mají často pestré nebo panašované listy a nezřídka mají jasně zbarvené větve, nápadné zejména v zimním období. Méně často jsou pěstovány stromovité svídy, zejména svída střídavolistá. Občas je pěstován i náš domácí dřín obecný, nápadný kvetením v předjarním období a na podzim červenými plody. Spíše jako rarita jsou pěstovány také bylinné dříny (dřín kanadský a dřín švédský).
Plody domácího dřínu obecného jsou jedlé a používají se místně jako ovoce, k zavařování nebo na výrobu džemů či sirupů. Mají sladkokyselou, lehce natrpklou chuť a vysoký obsah vitaminu C. Plody podobného dřínu lékařského jsou využívány v čínské medicíně.

## Zástupci
Podrod Kraniopsis - svídy se vstřícnými listy
- Svída bílá, Cornus alba
- Svída krvavá, Cornus sanguinea
- Svída výběžkatá, Cornus sericea

Podrod Mesomora - svídy se střídavými listy
- Svída pochybná, Cornus controversa
- Svída střídavolistá, Cornus alternifolia

Podrod Cornus - dříny bez zvětšených listenů
- Dřín lékařský, Cornus officinalis
- Dřín obecný, Cornus mas

Podrod Syncarpea - asijské květnaté dříny
- Dřín hlavatý, Cornus capitata
- Dřín japonský, Cornus kousa

Podrod Cynoxylon - severoamerické květnaté dříny
- Dřín květnatý, Cornus florida

Podrod Arctocrania - bylinné dříny
- Dřín kanadský, Cornus canadensis
- Dřín švédský, Cornus suecica